# 油桐

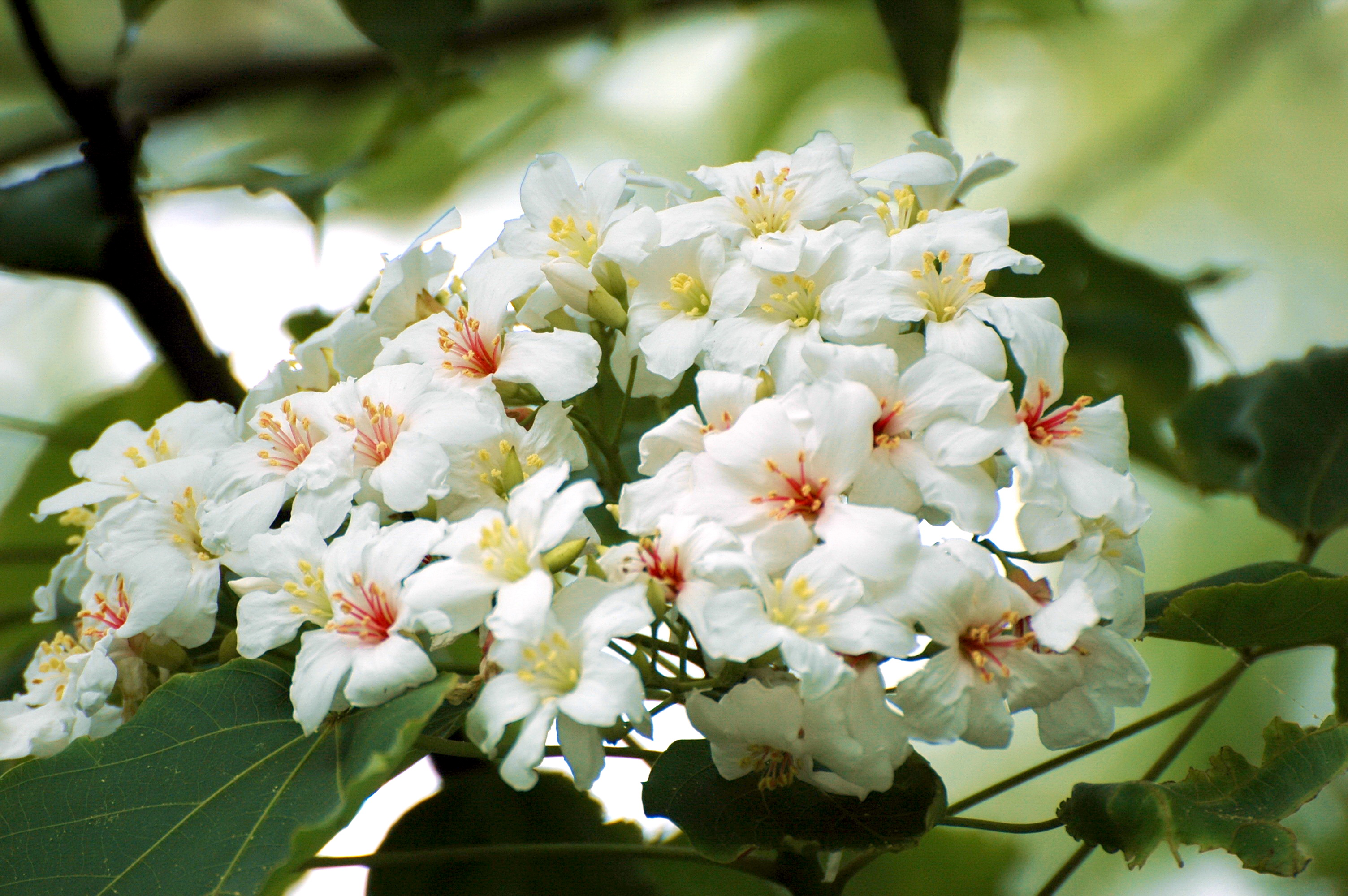
掛滿枝頭的油桐花

油桐（學名：Vernicia fordii）是大戟科中的一種落葉樹（英語：deciduous tree），原產地為中國大陸南方、缅甸、越南北部。亦有很多俗名，如「油桐樹」、「桐油樹」、「桐子樹」、「光桐」、「三年桐」、「罌子桐」、「中國木油樹」、「五月雪」等等，而油桐才是此物種正式的名稱。由於油桐可以生產珍貴的桐油，因此油桐顯得很貴重。油桐是靠樹上產生的種子而繁殖後代的。直到後來，油桐傳入了阿根廷、巴拉圭和美國，以繼續加以培植。
油桐最高可達9（30英尺），油桐葉一般有15—25（5.9—9.8英寸）長和闊，各部分均含有劇毒性，而其中以油桐種子的毒性最強，人類只要吃下一顆油桐種子就可以致命。

## 賞桐活動
- 客家桐花祭，為台灣的新興節慶，由中華民國行政院客家委員會創立於2002年，是一個結合客家文化、旅遊、生態、產業之賞桐活動。

## 外部連結
- 油桐种子 （页面存档备份，存于）
- 油桐圖片
- 油桐有關的更多圖片 （页面存档备份，存于）
- 五月雪，千年桐 （页面存档备份，存于） 中研院數位典藏資源網
- 油桐, Youtong （页面存档备份，存于） 藥用植物圖像數據庫 (香港浸會大學中醫藥學院) （繁體中文）（英文）
- 賞桐小知識-"桐"樂會賞花趣  （页面存档备份，存于）